# Mick Rock
Michael David Rock (nascut amb el nom de Michael Edward Chester Smith; 22 de novembre de 1948 - 18 de novembre de 2021) va ser un fotògraf anglès que fotografià grups de música rock com Queen, David Bowie, T. Rex, Syd Barrett, Lou Reed, Iggy Pop i The Stooges, The Sex Pistols, Ozzy Osbourne, Ramones, Joan Jett, Talking Heads, Roxy Music, Thin Lizzy, Geordie, Mötley Crüe i Blondie. Sovint se l'anomena com "The Man Who Shot the Seventies", ja que va capturar fotos memorables de Bowie com Ziggy Stardust i va girar oficialment amb Bowie.

## Primers anys de vida
Segons la majoria de fonts, Michael David Rock va néixer l'any 1948 a Hammersmith, a Londres, fill de David i Joan Rock, encara que en una entrevista de 2017 va afirmar que el seu nom de naixement era Michael Edward Chester Smith, i el seu naixement va ser el resultat de la relació de la seva mare amb un aviador nord-americà. Va estudiar a l'Emanuel School de Londres i al Gonville and Caius College de Cambridge, on es va graduar en Idiomes Medievals i Moderns. Mentre estava a Cambridge, va desenvolupar un interès per la poesia romàntica del segle xix — principalment les obres de Rimbaud, Baudelaire, Shelley i Byron — i la seva primera aparició a la premsa es va produir després de ser arrestat per possessió de marihuana.

## Carrera
Durant la seva estada a Cambridge, Rock va agafar la càmera d'un amic i va començar a fer fotos de l'escena de la música rock local, coneguent alguns amics i contactes al llarg del camí (incloent-hi Syd Barrett, nadiu de Cambridge, i el germà petit de Mick Jagger, Chris).
A més del seu treball amb Bowie, que va conèixer a principis de 1972, va participar en portades de discos de música rock també creades per Barrett The Madcap Laughs, Waylon Jennings 's solitari, On'ry i mitja, l'àlbum de Lou Reed Transformer i Coney Island Baby, Iggy Pop i the Stooges a Raw Power, l'àlbum de Queen Queen II (recreat pel seu videoclip "Bohemian Rhapsody") i Sheer Heart Attack, l'àlbum de Geordie Don't Be Fooled by the Name, l'àlbum de The Ramones End of the Century i l'àlbum de Joan Jett I Love Rock 'n' Roll.
Va ser el fotògraf en cap de les pel·lícules The Rocky Horror Picture Show, Hedwig and the Angry Inch i Shortbus. També va produir i dirigir els vídeos musicals "John, I'm Only Dancing", "Jean Genie", "Space Oddity" i "Life on Mars" a la col·lecció de DVD Sound and Vision de Bowie.
Els seus temes fotogràfics inclouen The Misfits, Snoop Dogg, Air Traffic, Maxwell, Alicia Keys, The Gossip, Lady Gaga, Richard Barone, The Killers, The Scissor Sisters, Michael Bublé, Miley Cyrus, Michael Stipe, Kate Moss, The Yeah Yeah Yeahs, The Chemical Brothers, Janelle Monáe, Queens of the Stone Age, Daft Punk, Kasabian, Snow Patrol, Daniel Merriweather, Black Keys, Hall &amp; Oates, Peter, Bjorn and John, MGMT, Alejandro Escovedo, Pete Yorn, Gavin Degraw, Pea, Fat Joe, Rhymefest, Nas, Q-Tip, Jane's Addiction, Tom Stoppard i vells amics Bowie, Lou Reed, Debbie Harry, Joan Jett, Mötley Crüe, Nicos Gun i Iggy Pop.
Rock va rebre el premi Diesel U Music Legends per la seva contribució a la música a finals de 2006.
L'any 2001, quan Rock s'estava preparant per publicar el seu llibre Psychedelic Renegades, va aconseguir convèncer Syd Barrett per autografiar 320 insercions per incloure-ho amb còpies d'edició especial. Aquesta va ser la primera activitat promocional de Barret en dècades, després que es retirés de la música a principis dels anys setanta.

## Exposicions
- Rock'n Roll Eye: the photography of Mick Rock, Tokyo Photographic Art Museum, 2003.[18] Una retrospectiva.
- Rock 'n' Roll Icons: the photography of Mick Rock, Urbis Cultural Centre, Manchester, UK, 2005/6.[19]

## Televisió
Rock va ser l'amfitrió d'On the Record with Mick Rock, una sèrie documental del canal Ovation. La sèrie va seguir-lo mentre girava pel país i es va reunir amb músics per fer una gira per les seves ciutats natals, destacant les persones, els llocs i les institucions culturals que han estat integrals en les seves vides i carreres. Cada episodi incloïa una actuació. Entre els convidats de la primera temporada hi havia Josh Groban, The Flaming Lips (amb Wayne Coyne i Steven Drozd), Kings of Leon, Patti LaBelle i Mark Ronson.

## Pel·lícula
Shot! The Psycho-Spiritual Mantra of Rock (2016) és un documental biogràfic sobre Mick Rock, dirigit per Barnaby Clay i produït per Monica Hampton.

## Vida personal
Rock vivia a la ciutat de Nova York a Staten Island amb la seva dona i la seva filla.
Va morir el 18 de novembre de 2021, a l'edat de 72 anys.

## Fotografies en portades d'àlbums
Les següents portades d'àlbums presenten fotografies de Mick Rock:
- The Madcap Laughs - Syd Barrett (1970)[27]
- Deuce - Rory Gallagher (1971)
- Transformer - Lou Reed (1972)[28]
- Lonesome, On'ry and Mean - Waylon Jennings (1973)
- Raw Power - The Stooges (1973)[28]
- Foreigner - Cat Stevens (1973)
- Pin Ups - David Bowie (1973)
- Queen II - Queen (1974)[28]
- The Psychomodo - Cockney Rebel (1974)
- Don't Be Fooled by the Name - Geordie (1974)
- Sheer Heart Attack - Queen (1974)
- Coney Island Baby - Lou Reed (1975)[28]
- Silly Sisters - Maddy Prior & June Tabor (1976)
- Rock and Roll Heart - Lou Reed (1976)
- Timeless Flight - Steve Harley & Cockney Rebel (1976)
- We Have Come for Your Children - Dead Boys (1978)
- The Candidate – Steve Harley (1979)
- End of the Century – Ramones (1980)[29]
- Come Upstairs - Carly Simon (1980)
- I Love Rock 'n Roll - Joan Jett & The Blackhearts (1981)[28]
- The Blue Mask - Lou Reed (1982)
- Teaser – Angela Bofill (1983)
- Nightlife - Cobra Verde (1999)
- Out of the Vein - Third Eye Blind (2003)
- The Quality of Mercy - Steve Harley i Cockney Rebel (2005)
- Parallax – Atlas Sound (2011)[30]
- Underneath the Rainbow - Black Lips (2014)
- Plastic Hearts - Miley Cyrus (2020)[31]

## Publicacions
- Rock, Mick. Mick Rock : a photographic record 1969-1980..  Iver Heath: Century 22. ISBN 978-0907938118.
- Rock, Mick. Glam! : an eyewitness account.  Londres: Omnibus. ISBN 978-1846091490.
- Rock, Mick. Psychedelic renegades : with photographs of Syd Barrett.  Corte Madera, Calif.: Rebel Arts. ISBN 978-1934471005.
- Rock, Mick. Moonage daydream : the life and times of Ziggy Stardust.  New York, NY: Universe. ISBN 978-0789313508.
- Rock 'n' Roll Eye (Tokyo Metropolitan Museum of Photography, 2003)
- Rock, Mick. Killer Queen. Official limited.  Guildford, Surrey, England: Genesis Publications. ISBN 9780904351835.
- Rock, Mick. Debbie Harry & Blondie : picture this. ISBN 978-1454938095.
- Rock, Mick. Raw power: Iggy and the Stooges 1972.  Creation Books. ISBN 978-1840680508.
- Rock, Mick. Blood and glitter : glam-- an eyewitness account.  Londres: Vision On. ISBN 978-0953747993.
- Rock, Mick. Rocky horror.  Berlín: Schwarzkopf & Schwarzkopf, 2005. ISBN 978-3896026668.
- Rock, Mick. Classic Queen.  Nova York: Sterling, 2007. ISBN 978-1402751929.
- Tamashii : Tamashii : Mick Rock meets Kanzaburo.  Tōkyō: Ashietto Fujin Gahōsha, 2007. ISBN 978-4573210035.
- Rock, Mick. Psychedelic renegades : with photographs of Syd Barrett.  Corte Madera, Calif.: Rebel Arts, 2007. ISBN 978-1934471005.
- Rock, Mick. Mick Rock : exposed.  Bath: Palazzo Editions Ltd, 2014. ISBN 978-0957148345.

## DVDs
- Punk Drunk Love: The Images of Mick Rock (Panoramica, 2007)